# Atletismo nos Jogos Pan-Americanos de 1995 - 3000 m com obstáculos masculino
A prova dos 3000 m com obstáculos masculino nos Jogos Pan-Americanos de 1995 foi realizada em 22 de março no Estádio Atlético "Justo Roman".

## Medalhistas
| Ouro                    | Prata                           | Bronze                       |
| Wander Moura BRA Brasil | Brian Diemer USA Estados Unidos | Dan Reese USA Estados Unidos |

## Final
| Posição           | Nome              | Nacionalidade      | Tempo   | Notas |
| ----------------- | ----------------- | ------------------ | ------- | ----- |
| Medalha de ouro   | Wander Moura      | BRA Brasil         | 8:14.41 |       |
| Medalha de prata  | Brian Diemer      | USA Estados Unidos | 8:30.58 |       |
| Medalha de bronze | Dan Reese         | USA Estados Unidos | 8:31.58 |       |
| 4                 | Leonardo Malgor   | ARG Argentina      | 8:32.42 |       |
| 5                 | Rubén García      | MEX México         | 8:41.90 |       |
| 6                 | Joël Bourgeois    | CAN Canadá         | 8:45.62 |       |
| 7                 | Marcelo Cascabelo | ARG Argentina      | 8:54.84 |       |
| 8                 | Marco Condori     | BOL Bolívia        | 9:07.42 |       |